# Канцелярия Великого княжества Литовского
Канцеля́рия Великого княжества Литовского (от позднелат. cancellarius — писарь) — государственное учреждение Великого княжества Литовского, документационно обеспечивающее функционирование центральных органов власти и управления.
Была создана в конце XIV века в качестве личной канцелярии князя Витовта и находилась в Вильне. Приобрела характер государственного учреждения примерно в середине XV века, когда значительно увеличился внутригосударственный документооборот. Главой канцелярии был канцлер, в 1566 году была введена должность подканцлера, заменявшего канцлера во время его отсутствия. Введение должности связано с увеличением документооборота в государстве, а также с тем фактом, что кто-то из руководителей канцелярии должен был оставаться в столице для утверждения государственных документов, а кто-то должен был сопровождать великого князя. Канцлер был хранителем большой государственной печати, подканцлер — малой, в связи с чем оба они назывались «печатырями». Кроме, канцлера и подканцлера в состав работников канцелярии входили регенты, секретари, писари и дьяки. Отдельной группой сотрудников были арабские и татарские писари, которые занимались документами, соответственно, на арабском и татарском языках. Иногда к работе в канцелярии привлекались личные слуги крупных государственных деятелей, часто люди канцлера и подканцлера. Канцелярия носила светский характер, лишь некоторые работники латинского отдела, бывшие выходцами из Польши, являлись одновременно церковными служителями.
По мнению белорусского историка Александра Груши, уже в начале XVI века в канцелярии существовало разделение на русский и латинский отделы, сформированные по языковому признаку. С 1696 года делопроизводство велось на польском языке.
В каждом отделе были свои писари и секретари. После введения должности подканцлера канцелярия стала делиться на большую (главную) и малую. Подобное деление не было утверждено организационно, а было связано с разделением канцелярских книг между канцлером и подканцлером. Печатари хранили не только книги, которые вели сами, но и канцелярские книги своих предшественников.
Порядок работы канцелярии в общем виде был следующим: по поручению канцлера или подканцлера документ готовился любым из писарей, находящихся в канцелярии, после документ подтверждался большой или малой печатью, после чего текст документа копировался в книгу, которая велась при подтвердившем документ печатаре.
В функции канцелярии входила подготовка документов центрального аппарата управления Великого княжества Литовского, но главной задачей было обеспечение решений великого князя и Рады Великого княжества Литовского, а также Сейма, не имевшего собственной канцелярии. Канцелярия выполняла огромный объём работы, что связано с обращениями частных лиц. Все дарственные грамоты, подтверждающие привилеи и судебные решения, выдаваемые на руки частным лицам, готовились здесь. Кроме того, канцелярия занималась свидетельствованием частных сделок с недвижимостью, заносила копии этих документов в специальные «копийные книги», по требованию делала из них выписки, то есть выполняла функцию нотариата. За выдачу документов на руки, их копирование или выписку из копийных книг канцелярия брала пошлину. Также причиной огромного объёма работы канцелярии было ведение ей документов судопроизводства. По поручению великого князя работники канцелярии принимали участие в судебных процессах: печатари в качестве судей, секретари и писари — судебных заседателей. Писари иногда включались в комиссии по расследованию судебных дел на месте.
С конца XV века канцелярия стала выполнять также функции, не связанные с документационным обеспечением, — она выполняла функции посольской службы и государственной почты. Кроме того, сотрудникам канцелярии часто поручали работать ревизорами, мерниками, комиссарами, выполнять другие поручения властей. Канцелярия являлась единым исполнительным органом государства, но только техническим, так как собственных управленческих решений она не принимала. Тем не менее, она являлась государственным органом управления княжества. Работники канцелярии составляли интеллектуальную элиту государства. Они были редакторами Статутов Великого княжества Литовского, а также постановлений Сейма и Рады. Печатари занимали одно из ведущих положений в общественной и политической жизни Великого княжества Литовского.
Канцелярия ликвидирована вместе с ликвидацией государства в конце XVIII века.